# NGC 3373
NGC 3373 (NGC 3389) é uma galáxia espiral (Sc) localizada na direcção da constelação de Leo. Possui uma declinação de +12° 31' 59" e uma ascensão recta de 10 horas, 48 minutos e 28,0 segundos.
A galáxia NGC 3373 foi descoberta em 11 de Março de 1784 por William Herschel.